# Движение „България на гражданите“
Движение „България на гражданите“ е българска центристко-дясна партия, член на Европейската народна партия (ЕНП). Тя е основана на 1 юли 2012 г. от бившия еврокомисар Меглена Кунева, на основата на създаденото по-рано едноименно гражданско сдружение. Централата на партията е в София на ул. „Георги Бенковски“ 17.

## История

### Предистория
В навечерието на официалното приемане на България в Европейския съюз, за кандидат за първи еврокомисар от България е предложен дотогавашния министър по европейските въпроси Меглена Кунева. Ресорът ѝ̀ – защита на потребителите я превръща в един от най-популярните европейски политици и дори през 2008 г. тя е отличена с наградата „Европеец на годината“ на изданието за европейска политика European Voice.
По време на изборите за Европейския парламент през 2009 г. Кунева е водач на листата на партията на бившия български цар Симеон Сакскобургготски. Кампанията на НДСВ „Европейското лице на България“ се оказва успешна и партията печели 8% (2 мандата), но Меглена Кунева отказва да се закълне като европейски депутат и се оттегля от политиката.
Въпреки оттеглянето ѝ, тя продължава да бъде един от най-рейтинговите български политици и по тази причина в средата на 2011 г. инициативен комитет издига кандидатурата ѝ като независим кандидат за президент на България. Под мотото „Гласът на хората“ тя няколко пъти обикаля България и прави атрактивна кампания, в която с 14% от гласовете се класира трета – непосредствено след кандидатите на двете основни политически партии ГЕРБ и БСП. Веднага след изборите, в медиите се появяват спекулации, че Меглена Кунева ще инициира създаването на нова партия, която да се превърне в дясна алтернатива на управляващите ГЕРБ.
Същевременно в една от традиционните десни партии – ДСБ, група млади политици издига кандидатурата за кмет на София на Прошко Прошков със също атрактивната кампания „В крак с времето“. На изборите в София Прошков също остава трети след ГЕРБ и БСП. Въпреки резултата си, той и издигналите го политици са подложени на остри критики от лидера на ДСБ Иван Костов, а имената им се свързват със слуховете за създаване на нова партия от Кунева.
През декември 2011 г. Меглена Кунева, заедно с още 13 души, учредява сдружение „България на гражданите“. Заявената цел на сдружението е „да инициира и активно да участва в дебата за формулиране на националната кауза и националните приоритети на България“, негласно обаче, учредителите започват да обикалят страната и да подготвят структурирането на нова политическа партия. През пролетта на 2012 г. едно от най-популярните лица на НДСВ Даниел Вълчев, обявява, че напуска партията си, тъй като смята, че е време за създаване на нов десен проект, начело с Кунева. Седмица след това и самата Кунева напуска НДСВ, а малко по-късно и четирима от младите политици на ДСБ – Прошко Прошков, Петър Николов, Даниел Митов и Христо Ангеличин. В началото на лятото към проекта се присъединява и бившият кмет на Плевен Найден Зеленогорски.
В неделя, 28 октомври г-жа Меглена Кунева официално обявява, че няма да прави коалиция нито с БСП, нито с ГЕРБ, нито с ДПС.

### Учредяване
На Деня на Европа – 9 май 2012 г. в двореца Батенберг в Русе, Меглена Кунева официално обявява решението си да инициира създаването на нова партия като заявява и нейните основни цели: „Очаквам и искам да сме първа политическа сила, ще направим всичко възможно да го направим още на тези парламентарни избори“. Партията е официално основана в София на 1 юли 2012 г.

## Позиции по въпроси
Във връзка с гражданските права от ДБГ защитават възможността за провеждане на местни референдуми, пряк контрол на гражданите върху властта и приемането на нова конституция.

## Членове
- Меглена Кунева – юрист, заместник министър-председател (2014 – 2017 г.), министър по европейските въпроси (2002 – 2006 г.), министър на образованието и науката (2016 – 2017 г.) и еврокомисар (2007 – 2009 г.)
- Даниел Вълчев – юрист, заместник министър-председател и министър на образованието и науката (2005 – 2009 г.)
- Прошко Прошков – инженер, кмет на столичния район Лозенец (2007 – 2011 г.)
- Найден Зеленогорски – кмет на Плевен (1999 – 2011 г.)
- Петър Николов-Зиков – политолог, преподавател в Нов български университет; напуска партията в началото на 2016 г.
- Пламен Константинов – волейболист-национал, посрещач, треньор
- Даниел Митов – политолог, министър на външните работи (2014 – 2017 г.)

## Резултати

### Резултати от избори за национален парламент (Народно събрание)
| Година | Гласове брой | Разлика | Гласове % | Разлика % | Представители | Място в управлението        |
| ------ | ------------ | ------- | --------- | --------- | ------------- | --------------------------- |
| 2013   | 115 190      |         | 3,25 %    |           | 0             | Извънпарламентарна опозиция |